# Vidrișoara
Vidrișoara falu Romániában, Erdélyben, Fehér megyében.

## Fekvése
Felsővidra közelében fekvő település.

## Története
Vidrişoara korábban Felsővidra része volt. Különvált Boldeşti, Dealu Crişului, Doleşti, Helereşti, Inceşti, Mărteşti, Pătruţeşti, Puşeleşti, Şterteşti, Valea Maciului. 1956-ban 134 lakosa volt.
1966-ban 167, 1977-ben 138, 1992-ben 106, 2002-ben pedig 90 román lakosa volt.